# 張敦頤
張敦頤（?—?），字养正，婺源游汀人。
張良之裔孙，七世祖自歙之黄墩迁婺源。生于绍圣四年正月初十日。绍兴八年黄公度榜進士，调为南剑州教授。孝宗乾道五年，以左朝请郎知衡州，乾道六年，奉祠。晚年知永州（今湖南零陵），與柳宗元友善。著有《六朝事迹編類》等。
《柳宗元集》附录收有张敦颐《韩柳音释序题》。1974年江西婺源發現张敦颐撰寫的《江氏墓志》。